# دستور پورت‌رویال
دستور پورت‌رویال (به فرانسوی: Grammaire de Port-Royal)، (به انگلیسی: Port-Royal Grammar) (در اصل Grammaire générale et raisonnée contenant les fondemens de l'art de parler, expliqués d'une manière claire et naturelle، دستور عمومی و عقلانی، حاوی اصول درست سخن گفتن، توصیف شده در روشی روشن و طبیعی) کار پیش‌رو در فلسفه‌ی زبان بود که در سال ۱۶۶۰ میلادی توسط آنتوان آرنو و کلود لنسلوت منتشر شد و مکمل منطق پورت‌رویال (۱۶۶۲) بود؛ هر دو اثر پس از جانسونیسم به نام صومعهٔ مزرعه‌ی پورت‌رویال که نویسندگانشان در آنجا کار می‌کردند، نامیده شدند. دستور به شدت تحت تأثیر قواعد رنه دکارت بود و توسط نوام چامسکی به عنوان نمونهٔ تمام‌عیار زبان‌شناسی دکارتی مطرح شد. موضوع اصلی دستور این است که: به زبان ساده دستور زبان یک فرایند ذهنی است که جهانی (همگانی) است، بنا بر این دستور جهانی است.

## ویرایش‌ها و ترجمه‌ها
- Antoine Arnauld & Claude Lancelot, Grammaire générale et raisonnée, ou La Grammaire de Port-Royal, présentée par Herbert E. Brekle, Stuttgart-Bad Cannstatt: Frommann, 1966.

- Antoine Arnauld & Claude Lancelot, General and Rational Grammar: The Port-Royal Grammar, translated by Jacques Rieux and Bernard E. Rollin, The Hague: Mouton, 1975.